# (524049) 2000 CQ105
2000 CQ105 ist ein großes transneptunisches Objekt, das bahndynamisch als Scattered Disk Object (SDO) eingestuft wird. Aufgrund seiner Größe gehört der Asteroid möglicherweise zu den Zwergplanetenkandidaten.

## Entdeckung
2000 CQ105 wurde am 5. Februar 2000 von einem Astronomenteam um Marc Buie oder von J. W. Parker mit dem 2,1–m–Reflektorteleskop am Kitt-Peak-Observatorium (Arizona) entdeckt. Die Entdeckung wurde am 16. März 2000 bekanntgegeben, wobei der Planetoid erst am 21. Dezember 2000 die provisorische Bezeichnung 2000 CQ105 erhielt.
Der Beobachtungsbogen des Planetoiden beginnt mit der offiziellen Entdeckungsbeobachtung am 5. Februar 2000. Seither wurde der Planetoid durch verschiedene erdbasierte Teleskope beobachtet. Im Dezember 2018 lagen insgesamt 62 Beobachtungen über einen Zeitraum von 19 Jahren vor. Die bisher letzte Beobachtung wurde im März 2018 am Pan-STARRS-Teleskop (PS1) (Maui) durchgeführt. (Stand 19. März 2019)

## Eigenschaften

### Umlaufbahn
2000 CQ105 umkreist die Sonne in 431,68 Jahren auf einer stark elliptischen Umlaufbahn zwischen 34,50 AE und 79,73 AE Abstand zu deren Zentrum. Die Bahnexzentrizität beträgt 0,396, die Bahn ist 19,72° gegenüber der Ekliptik geneigt. Derzeit ist der Planetoid 44,16 AE von der Sonne entfernt. Das Perihel durchläuft er das nächste Mal 2062, der letzte Periheldurchlauf dürfte also im Jahre 1631 erfolgt sein.
Sowohl Marc Buie (DES) als auch das Minor Planet Center klassifizieren den Planetoiden als SDO; letzteres führt ihn auch allgemein als «Distant Object».

### Größe
Derzeit wird von einem Durchmesser von 344 km ausgegangen, basierend auf einem Rückstrahlvermögen von 4 % und einer absoluten Helligkeit von 6,4 m. Ausgehend von diesem Durchmesser ergibt sich eine Gesamtoberfläche von etwa 372.000 km2.
Da es denkbar ist, dass sich 2000 CQ105 aufgrund seiner Größe im hydrostatischen Gleichgewicht befindet und somit weitgehend rund sein könnte, erfüllt er möglicherweise die Kriterien für eine Einstufung als Zwergplanet. Mike Brown geht davon aus, dass es sich bei 2000 CQ105 um vielleicht einen Zwergplaneten handelt.
2000 CQ105 scheint eine bläuliche (neutrale) Färbung aufzuweisen, weswegen die Albedo als vergleichsweise tief angenommen wird.
| Jahr                                         | Abmessungen km | Quelle   |
| -------------------------------------------- | -------------- | -------- |
| 2018                                         | 267,0          | Johnston |
| 2018                                         | 344,0          | Brown    |
| Die präziseste Bestimmung ist fett markiert. |                |          |